# George Forsythe
George Elmer Forsythe (8 de janeiro de 1917 — 9 de abril de 1972) foi um cientista da computação estadunidense.

## Livros
- Dynamic Meteorology (with William Gustin and Jörgen Holmboy), John Wiley, New York, 1945, 375pp.
- Bibliography of Russian Mathematics Books, Chelsea, New York, 1956, 106 pp.
- Finite Difference Methods for Partial Differential Equations (with Wolfgang Wasow), John Wiley, New York, 1966, 444pp.
- Computer Solution of Linear Algebraic Systems (with Cleve B. Moler), Prentice-Hall, Englewood Cliffs, New Jersey, 1967, 153 pp.
- Computer methods for mathematical computations (with Michael A. Malcolm and Cleve B. Moler), Prentice-Hall Series in Automatic Computation, Prentice-Hall., Englewood Cliffs, New Jersey, 1977.  MR0458783 ISBN 0-13-165332-6 This book about numerical methods was partly finished when Forsythe died.